# Google Stadia
A Stadia egy felhőalapú játékszolgáltatás, amelyet a Google LLC fejlesztett és üzemeltetett. A fejlesztés során "Project Stream" néven ismert szolgáltatás zárt bétaverzión keresztül 2018 októberében debütált, és 2019 novemberében indult el nyilvánosan. A szolgáltatás versenyezni akart a Sony PlayStation Plus felhőalapú streaminggel, az Nvidia GeForce Now-val, az Amazon Lunával és a Microsoft Xbox Cloud Gaminggel. A Stadia kezdetben vegyes fogadtatásban részesült a bírálók részéről, a legtöbb kritika a tartalomkönyvtárat és az ígért funkciók hiányát érte. A Google eredetileg házon belüli játékokat kívánt fejleszteni más, harmadik féltől származó játékok mellett, de 2021 februárjában elkezdte visszafogni ezeket a terveket a stúdiók bezárásával. A szolgáltatás továbbra is kínált játékokat azáltal, hogy partnerkapcsolatokat hozott létre, hogy a technológiát fehér címkés termékként használhassa a játéktartalom felhőn keresztül történő szállítására. A Google 2022 szeptemberében bejelentette, hogy 2023. január 18-án leállítja a Stadiát.
A Stadia elérhető Chromecast Ultra és Android TV eszközökön, személyi számítógépeken a Google Chrome webböngészőn és más Chromium-alapú böngészőkön, ChromeOS-t futtató Chromebookokon és táblagépeken, valamint a Stadia mobilalkalmazáson keresztül támogatott Android okostelefonokon (utóbbi feltétele a Chrome böngésző és a Stadia alkalmazás legújabb verziója). Van egy kísérleti mód is, amely támogatja az összes olyan Android-eszközt, amely képes telepíteni a Stadia mobilalkalmazást. 2020 decemberében a Google kiadott egy iOS böngészőalapú progresszív webalkalmazást a Stadiához, amely lehetővé teszi a játékot Safari böngészőben.
A Stadia akár 4K felbontásban, 60 képkocka/másodperc sebességgel képes videojátékokat streamelni a játékosoknak a nagy dinamikus tartomány (HDR) támogatásával a vállalat számos adatközpontján keresztül. A szolgáltatás lehetőséget kínál arra, hogy játékokat vásároljunk a Stadia Store-ból, hogy streameljük őket, vagy játsszunk ingyenesen játszható játékokkal. Míg az alapszolgáltatás ingyenes, és a felhasználók akár 1080p felbontásban is streamelhetnek, a Stadia Pro havi előfizetése maximális 4K felbontást, 5.1-es térhatású hangzást és HDR-t tesz lehetővé, és ingyenes játékok egyre növekvő gyűjteményét kínálja, amelyek – miután igényelték – továbbra is elérhetők lesznek a felhasználó könyvtárában. Mindkét szint lehetővé teszi a felhasználók számára, hogy további költségek nélkül játsszanak online többjátékos játékokkal. A szolgáltatás támogatja a Google szabadalmaztatott Stadia-játékvezérlőjét, valamint különféle nem Stadia-vezérlőket USB- és Bluetooth-kapcsolaton keresztül (Xbox, vagy PlayStation kontrollerek).

## Jellemzők
A Stadia felhőalapú játékszolgáltatás, és csak internetkapcsolatra és Chromium-támogatásra vagy dedikált alkalmazásra van szükség az eszközön. Phil Harrison, a Google szerint a Stadia a YouTube funkcionalitásán felül dolgozik a média streamelése során a felhasználóknak, mivel a játék streamelése a videojátékok élő közvetítésének kiterjesztése; a „Stadia” név, a „stadion” latin többesszáma, azt hivatott tükrözni, hogy ez egy szórakoztató gyűjtemény, amelyet a néző választhat, hogy hátradől és nézi, vagy aktívan részt vesz benne. Mivel a Google számos adatközpontot épített ki szerte a világon, a vállalat úgy véli, hogy a Stadia jobb helyzetben van a felhőalapú játékok terén, mint a korábbi próbálkozások platformjai. Ilyen pl.: az OnLive, a PlayStation Now és a GaiKai. A Stadia támogatja a játékok streaming-jét HDR-módban 60 képkocka/másodperc sebességgel 4K felbontás mellett. A játékosok anélkül indíthatnak játékokat, hogy új tartalmat kellene letölteniük személyes eszközükre. A játékosok a Stadián keresztül rögzíthetik vagy streamelhetik "munkameneteiket" a YouTube-on. Az ilyen streamek nézői közvetlenül a streamről indíthatják el a játékokat ugyanazzal a mentési állapottal, mint amit éppen néztek.
A streamelési technológia új funkciókat tesz lehetővé a Stadián. A Stream Connect lehetővé teszi, hogy a Stadia-játékosok, akik együttműködve ugyanazt a játékot játsszák a barátaikkal, kép a képben betéteket jelenítsenek meg barátaik játékbeli nézőpontjáról. Ez a funkció először a Tom Clancy's Ghost Recon Breakpoint kiadásával jelent meg. A streaming technológia nagyobb számú egyidejű játékost tesz lehetővé egy játékszerveren; például a Grid szerverei általában 16 játékosra korlátozódnak, míg a Stadia verzió legfeljebb 40 játékost engedélyez.
Míg a Stadia bármilyen HID-osztályú USB-vezérlőt használhat, a Google kifejlesztett egy saját kontrollert, amely Wi-Fi-n keresztül közvetlenül csatlakozik a Google adatközpontjához, amelyben a játék fut, hogy csökkentse a beviteli késést. A Google a késleltetés csökkentésének további módjait is vizsgálja, a "Negative Latency" nevű ötlet segítségével, amely magában foglalja a felhasználói bevitel előrejelzését különböző eszközökön keresztül, hogy a vezérlő és a játék válasza közötti látszólagos hálózati késés minimális legyen. A 2019-es GDC vitaindító során a Google megerősítette, hogy a kontrollerben a Google Asszisztens is megtalálható lesz, amely egy gombnyomással automatikusan megkeresi a YouTube-on releváns, hasznos videókat az éppen játszott játékkal kapcsolatban.
A Stadia két szintű szolgáltatást kínál, egy ingyenes szintet (a bevezetéskor kezdetben Stadia Base néven, de 2020 áprilisa után egyszerűen csak „Stadia”) és egy havi előfizetéses Stadia Pro szintet. Az ingyenes Stadia-szint 1080p felbontásra korlátozza a streamelést. A Pro szint körülbelül 10 USD-ba (ez körülbelül 3900 Ft) kerül havonta, de lehetővé teszi a felhasználók számára, hogy magasabb streamelési sebességet érjenek el akár 4K felbontásig, idővel ingyenes játékokat tartalmazó könyvtárat érjenek el, és kedvezményeket kapjanak a Stadiához kínált egyéb játékokból. Harrison kijelentette, hogy a jövőben fontolóra veszik a kiadói előfizetések és más modellek kínálatát is; például a Ubisoft bejelentette, hogy a Uplay Plus (már Ubisoft+ néven fut) előfizetési szolgáltatása elérhető lesz a Stadia-felhasználók számára. 2020 áprilisa óta az új Stadia-felhasználók korlátozott ideig ingyenes hozzáférést kapnak a Stadia Pro funkcióihoz, és az ebben az időszakban megvásárolt játékokat visszatartják a fiókjukban, ha visszajutnak az ingyenes Stadia-szintre; kezdetben az új felhasználók két hónapos Pro-hozzáférést kaptak, amely 2020. június 3-tól egy hónapra csökkent.
A Stadia szolgáltatásból származó különböző típusú képminőségek internetsebesség-követelményei a következők:
| Szükséges sávszélesség | Képminőség              | Audióminőség |
| ---------------------- | ----------------------- | ------------ |
| 10 Mbit/s              | 720p, 60 FPS            | Sztereó      |
| 20 Mbit/s              | 1080p HDR videó, 60 FPS | 5.1 Surround |
| 35 Mbit/s              | 4K HDR videó, 60 FPS    | 5.1 Surround |

### Játékok
A Stadia megköveteli a felhasználóktól, hogy játékokat vásároljanak a szolgáltatásban való használathoz, de emellett teljesen ingyenesen játszható játékokat is kínál. A Pro előfizetőknek lehetőségük van az ingyenes játékok növekvő katalógusának igénylésére is, amelyek az igénylést követően mindaddig elérhetőek maradnak a felhasználó számára, amíg előfizetéssel rendelkeznek. A platform 2019. júniusi teljes bemutatásakor a Google bejelentette, hogy a Gylt by Tequila Works és a Get Packed by Moonshine Studios exkluzív lesz a Stadiára. A szolgáltatás 22 játékkal indult, 2019 decemberében további 4 játékkal bővült, 2020 végére pedig több mint 130 játék volt a szolgáltatásban.
2020 januárjában a Google bejelentette, hogy az év során több mint 120 játék kiadását tervezi a Stadiára, amelyek közül 10 volt időzített exkluzív játék, amely az év első felében jelenik meg. A Stadia továbbá bejelentette, hogy 2021-ben több mint 100 játék érkezik. 2020 decemberében a Ubisoft játék-előfizetése, az Ubisoft+ megérkezett a Stadiára, amellyel a felhasználók az előfizetésen keresztül a Stadián elérhető összes Ubisoft-játékkal játszhatnak. Az előfizetés 18 Ubisoft-játékból állt induláskor, és a megjelenésükkor későbbi játékokat is hozzáadtak.

### Hardver
Az induláskor a Stadia felhőhardvere egyedi Intel x86 processzort használt 2,7 GHz-es órajellel, AVX2-vel és 9,5 megabájt L2+L3 gyorsítótárral. Ezenkívül a Vega architektúrán alapuló egyéni AMD GPU-t használ HBM2 memóriával, 56 számítási egységgel és 10,7 teraFLOPS-szal. A szolgáltatás szilárdtestalapú meghajtó tárhellyel és 16 GB RAM-mal (akár 484 GB/s sávszélességgel) osztozik a GPU és a CPU között.

### Kontroller

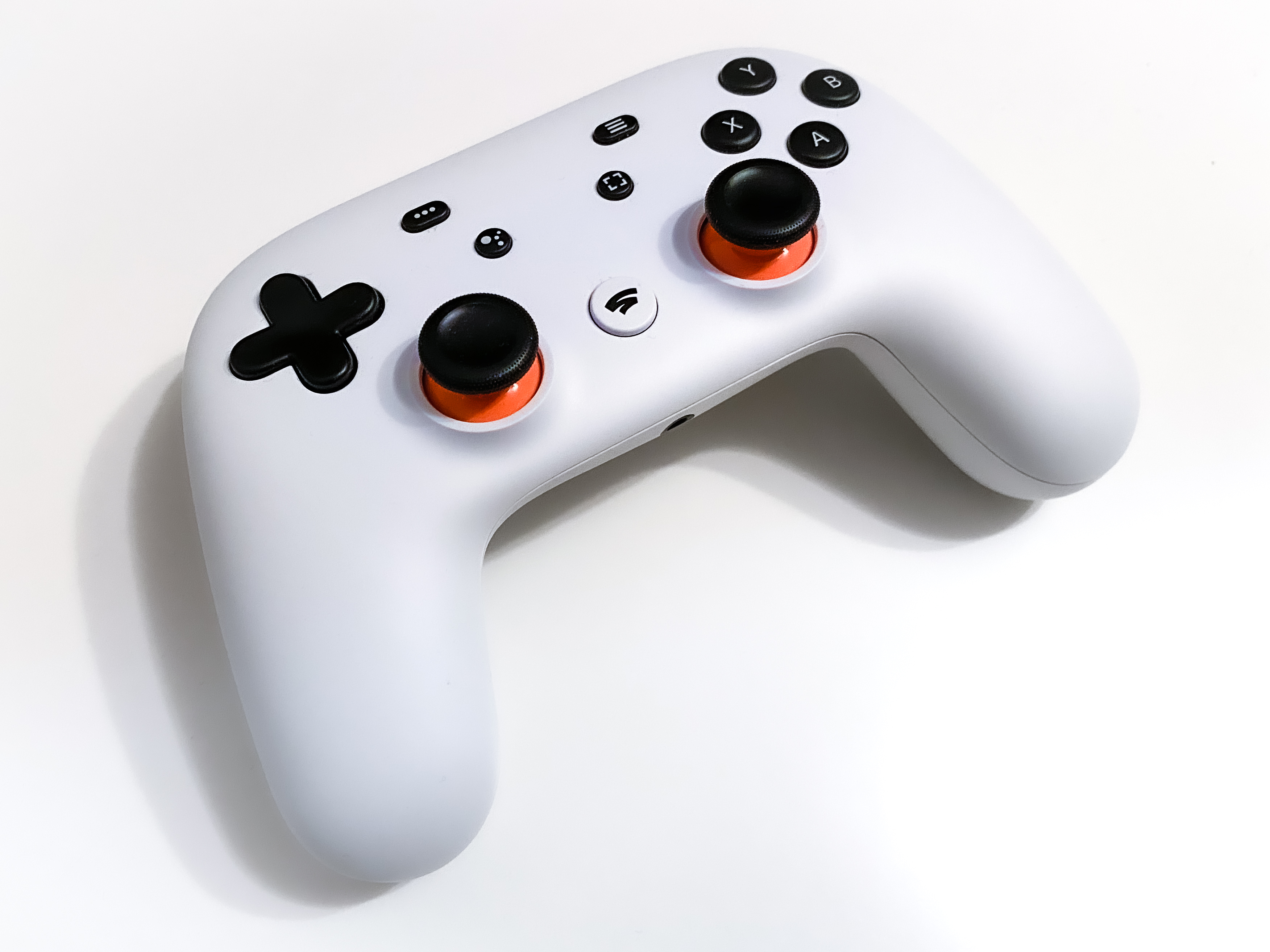
A Google Stadia saját kontrollere

A Google saját kontrollert fejlesztett ki a Stadiához. Két hüvelykujjjal, egy iránypárnával, négy fő gombbal, két vállgombbal és öt további vezérlőgombbal rendelkezik. A kontroller használatához a játékosok vagy csatlakoztathatják egy kompatibilis eszközhöz USB-kábellel, vagy Wi-Fi-n keresztül egy helyi hálózathoz csatlakoztathatják a Google Stadia-szervereivel való közvetlen kapcsolat érdekében, ami csökkenti a bemeneti késleltetést. A vezérlő a megjelenés óta három színsémában érhető el: "Clearly White", "Just Black" és "Wasabi"; a "Founder's Edition" csomag tartalmazott egy limitált kiadású "Midnight Blue" vezérlőt.

### Szoftver
A Stadia Debian Linux szerverekre épül, a Vulkan pedig a grafikus API-jukra.
"Ez [Stadia] a Linux és a Vulkan platform alapjainkkal kezdődik, és megjelenik a nyílt forráskódú illesztőprogramokkal és eszközökkel rendelkező GPU-ink között. Integráljuk az LLVM-et és a DirectX Shader Compilert, hogy biztosítsuk azt, hogy fordítóink és hibakeresőink kiváló szolgáltatásokat és teljesítményt kaphassanak."

— Dov Zimring, a Stadia fejlesztői platform vezetője
A Google 2020 novemberében jelentette be a Stadia progresszív webalkalmazás-alapú verzióját iOS-eszközökre, és 2020. december 16-án adta ki. Ez a verzió a Chrome vagy a Safari webböngészőkön keresztül fut, hogy elkerülje az Apple által a könyvtárakat közvetlenül streamelő alkalmazásokra vonatkozó korlátozásokat. A böngésző alapú módszert a GeForce Now hasonló módon adaptálta.
A 2021-es Consumer Electronic Show-n a Google bejelentette, hogy számos közelgő LG okostelevízió tartalmazni fogja a Stadia Smart TV alkalmazást.

### Platformmal kapcsolatos jellemzők
A Stadia olyan funkciókkal rendelkezik, amelyeket streamelési jellege tesz lehetővé:
| Jellemző       | Leírás | Elérhetőség                  |
| -------------- | --- | ---------------------------- |
| Crowd Choice   | A Crowd Choice lehetővé teszi a streamelők számára, hogy szavazáson keresztül döntsenek a nézők játékon belüli akcióiról.                                                    | Elérhető                     |
| Crowd Play     | A Crowd Play a Stadia beépített funkciója, amely lehetővé teszi a játékosok számára, hogy többjátékos játékba ugorjanak kedvenc streamer-eikkel és YouTuber-jeikkel.         | Limitált tesztelés alatt áll |
| State Share    | A State Share lehetővé teszi a játékosok számára, hogy megosszák a linket, így mások is megtapasztalhatják a játékot egy adott pillanatban, pontosan úgy, ahogy a játékosok. | Béta                         |
| Stream Connect | Lehetővé teszi a többjátékos játékok számára, hogy "Kép a képben" módban jelenítsék meg egy másik játékos videofeedjét.                                                      | Elérhető                     |

## Történelem és fejlesztés

### Bevezetés és stúdióbővítések (2018–2020)
A "Project Stream" volt a Google első "bejelentett jelzése", hogy érdeklődik a videojáték-termékek iránt. A cégről korábban azt pletykálták, hogy legalább 2016 óta a "Project Yeti" nevű szolgáltatáson dolgozik. A Google felvette a játékipar vezetőjét, Phil Harrisont is, és 2018-ban fejlesztőket toborzott az iparági események során. A Project Stream fő különbsége a korábbi szolgáltatásoktól, például az OnLive-től, a GeForce Now-tól és a PlayStation Now-tól, hogy bármilyen asztali Chrome böngészőben futhat, így nincs szükség további szoftverek telepítésére. A szolgáltatás AMD Radeon grafikus hardvert használ. Belsőleg a szolgáltatást a 2016-os DOOM körül fejlesztették ki, hogy megmutassák, a koncepció bizonyítása valósághű környezetben működött a nyilvános interneten.
A Google 2018 októberében jelentette be a szolgáltatást, majd nem sokkal ezután meghívást kapott az Assassin's Creed Odyssey-hez hozzáféréssel rendelkező bétatesztelők számára. A játékosok kérhettek hozzáférést, és azok, akik elérték a minimális internetsebességet, futtathatták a játékot a Chrome böngészőjükben. Azok, akik részt vettek, a béta lejártakor kaptak egy ingyenes példányt a játékból. A Stadiát hivatalosan a Google 2019. márciusi játékfejlesztői konferenciáján tartott vitaindító beszédén jelentették be.
A Stadia mellett a Google 2019 márciusában létrehozta a Stadia Games and Entertainment részleget, amelynek vezetője az iparági veterán, Jade Raymond. Ez a részleg a harmadik felektől beszerzett játékokon kívül a Stadiának szánt játékok belső fejlesztésére összpontosított. Az első stúdiót 2019. október 24-én hozták létre Montrealban. 2019 decemberében a Stadia Games and Entertainment részleg felvásárolta a Typhoon Studiost, hogy további tartalmakat fejlesszen ki a platformhoz. A Los Angeles-i Playa Vistában található második Stadia stúdiót 2020 márciusában nyitották meg a Santa Monica Studio korábbi vezetője, Shannon Studstill vezetésével.

### Stratégiaváltás és leállás (2021-től napjainkig)
A Google 2021. február 1-jén leállította a Stadia Games and Entertainment szolgáltatást. Ez a döntés a Typhoon Studios bezárását is eredményezné. A bejelentés azután történt, hogy döntéseket hoztak a Stadia játékfejlesztési és -szállítási prioritásairól. Harrison kijelentette, hogy a döntés arra fog összpontosítani, hogy a platformot a külső fejlesztők számára is elérhetőbbé tegyék közzétételi platformként, és kijelentette: "Úgy gondoljuk, hogy ez a legjobb út a Stadiának egy hosszú távú, fenntartható üzletággá alakításához, amely elősegíti az iparág növekedését." A leállás körülbelül 150 alkalmazottat érintett, köztük Raymondot, aki aznap elhagyta a Google-t. Sean Hollister, a The Verge-től azt állította, hogy a leállás a Cyberpunk 2077 Stadián való megjelenése után következhetett be, amit "a szolgáltatás készítése vagy megszakítása pillanatának" minősített, míg a Kotaku írói arról számoltak be, hogy a Google úgy döntött, hogy bezárja a stúdiót, miután a Microsoft bejelentette, hogy felvásárolta a stúdiót 2020 szeptemberében a ZeniMax Media Xbox Game Studios számára.
A Bloomberg News és a Wired jelentései, amelyek a Stadián dolgozóktól származó információkon alapulnak, azt mondták, hogy a Google-ön belüli játékfejlesztési koncepció szokatlan koncepció volt, szemben a Stadia működtetéséhez szükséges technológia kiépítésével, és soha nem kapott teljes támogatást a vállalattól. Továbbá Harrison vezetése alatt a Google dollármilliókat költött arra, hogy olyan fontos címeket szerezzen be a szolgáltatásban, mint a Red Dead Redemption 2, valamint Jade Raymondot bevonta, hogy exkluzív tartalmat fejlesszen ki a Google számára. Az induláskor végrehajtott befektetés ellenére a Stadia jelentős különbségek miatt nem tudta elérni a megcélzott felhasználók számát vagy bevételeit, ami hozzájárult ahhoz, hogy a Google a stúdiókat bezárja. A Typhoon Studio alapítói egyetértettek abban, hogy a Google-nak nincs sem pénzügyi, sem vállalati háttere ahhoz, hogy a csúcskategóriás játékfejlesztéshez elvárt "a méretek eléréséhez szükséges befektetési szintet" megvalósítsa, mivel a Google túlságosan kockázatosnak tartja ezt a területet. A Video Games Chronicle arról is beszámolt, hogy több, a szolgáltatáshoz tervezett játékot töröltek a stúdió bezárása miatt. Ezek közé tartozott a Typhoon Studios Journey to the Savage Planetjének folytatása, a Hideo Kojima és Yu Suzuki által vezetett tervezett projektek, valamint egy nagy multiplayer játék, amelyet Francois Pelland, az Assassin's Creed egykori fejlesztője vezetett, és bizonytalanságban hagyták a Harmonix majdnem befejezett játékát, amely a Harmonix szerint még megjelenhet. Az Axios később arról számolt be, hogy a Supermassive Games The Quarry-t és a Squanch Games-től a High on Life-ot eredetileg a szolgáltatáshoz fejlesztették a stúdió leállítása előtt, az előbbit végül a 2K kiadó vette fel kiadásra, az utóbbit pedig végül önállóan kiadta a Squanch. A leállással Hollister felvetette, hogy ez egy irányváltás lehet a Stadia számára egy fehér címkével ellátott platform felé, amelyet a Google engedélyezhet a játékkiadóknak olyan dolgokhoz, mint például az azonnali játékdemók, ugyanúgy, ahogyan azt az Nvidia tette a GeForce streaming megoldásaival.
2021 májusában a Stadia legalább hat vezető embere elhagyta a Google-t, köztük John Justice, a Stadia Google-ért felelős alelnöke, Sebastien Puel, a Stadia vezérigazgatója és Corey May, a Stadia kreatív szolgáltatásokért és kiadóiért felelős vezetője, utóbbi kettő csatlakozott Raymond új stúdiójában, ami tovább megkérdőjelezi a platform életképességét. A távozók közül többen Raymondhoz csatlakoztak új stúdiójában, a Haven Studiosban, amelyet távozása után alapított. Az Epic Games kontra Apple tárgyalás során az Epic Games vezérigazgatója, Tim Sweeney kijelentette, hogy a Stadia „nagyon jelentősen vissza lett méretezve” indulása óta. A Google ezen események nyomán kijelentette, hogy a Stadia „él és virul”, és jelentős terjeszkedési tervei vannak 2021-ben.
Hogy több fejlesztőt vonzzon a platformhoz, a Stadia 2021 júliusában új bevételmegosztó programokat jelentett be. 2023-ig a Stadia mindössze 15%-kal csökkenti egy játék bevételét a platformon, legfeljebb 3 millió dollárt. Ezt az általános kamatlábat nem teszik közzé, bár vélhetően az iparági 30%-os átlag közelében van, és amelyet a Google "versenyképes bevételmegosztási feltételeknek" nevezett. Ezenkívül a Stadia megosztja a Stadia Pro tagsági díjának 70%-át azokon a játékokon, amelyek 2021 júliusától bekerültek a szolgáltatásba, a részesedés megosztása a Stadia-felhasználók által lejátszott órákon alapul. Ezenkívül a Stadia az új Stadia Pro-tagság első hónapjában hozzájárul minden olyan fejlesztő számára, aki új felhasználót vonz a szolgáltatáshoz a játékoldalain található társult linkek segítségével. A Typhoon Games korábbi tagjai finanszírozást szerezhettek, köztük néhányat a Tencenttől egy új Raccoon Logic stúdió elindításához, és tárgyalni tudtak a Journey to the Savage Planet szellemi tulajdonának és annak folyamatban lévő folytatásának megtartásáról.
A Google 2021 októberében kezdte meg a Stadia technológiájának engedélyezését fehér címkével ellátott termékként, és az egyik első eset az volt, hogy az AT&T ügyfelei ingyenesen játszhatnak a Batman: Arkham Knight Stadia-kompatibilis verziójával. Egy másik korai példa volt, hogy a Capcom a Stadia technológiát használta a Resident Evil Village ingyenes demójának felajánlására 2022 júniusában bármely webböngészőn keresztül. 2021 decemberében bejelentették, hogy a Stadiát a WebOS 5.0 vagy újabb verziót futtató LG televíziókra is portolták. 2022. február 4-én a Business Insider arról számolt be, hogy a Google a Stadiára kívánja helyezni a hangsúlyt a videojátékokról a játszható élményekre és az online demókra, mivel a Stadiát lefokozzák a Google-on belül. Ugyanezen a napon a Google Twitterén bejelentette, hogy 2022-ben a Stadia további 100 játékkal fog megjelenni a platformon, és dolgoznak az új funkciókon, amelyeket még nem jelentettek be.
2021 februárjában megkezdődött a Chromebookok bevezetése előre telepített Stadiával. A 2022 márciusában megtartott fejlesztői csúcstalálkozón a Google bejelentette, hogy a Stadia technológiáját az „Immersive Stream for Games” nevű üzleti termékre is kiterjeszti Google Cloud termékkínálatának részeként. Ez a fehér címke megközelítés folytatása 2021 októberétől.
2022. szeptember 29-én a Google bejelentette, hogy leállítja a Stadiát, arra hivatkozva, hogy hiányzik a tapadás a felhasználók körében. A szolgáltatás 2023. január 18-án leáll, és a Google visszatéríti a Google és a Stadia áruházakon keresztül vásárolt összes hardver- és játékvásárlást. A bejelentéssel az összes kirakatfunkciót letiltották. A Stadia mögött meghúzódó technológiát a Google más részein is alkalmazni fogják, beleértve a partnereit is. A Stadia alkalmazottai és a játékfejlesztők sem értesültek ezekről a tervekről a bejelentésig, ami aggodalmat keltett azokban a fejlesztőkben, akik új játékokat terveztek a szolgáltatáson. A Ubisoft kijelentette, hogy a Stadia-játékosok ingyenesen átvihetik majd megvásárolt játékaikat személyi számítógépes verzióira Ubisoft Connect platformjukon keresztül. Más stúdiók azt mondták, hogy a leállás előtt vizsgálják a mentett játék előrehaladásának Stadiáról más platformokra való átvitelének módszereit. Például a Bethesda Softworks megerősítette, hogy az Elder Scrolls Online játékosai átvihetik Stadia-fiókjukat más platformokra. Egyes Stadia-exkluzív játékok esetében ez lehetővé tette a fejlesztők számára, hogy többplatformos címként adják ki őket, például a Tequila Works' Gylt. Nem minden Stadia-exkluzív játék lesz elérhető máshol a bezárása után. Például a Splash Damage Outcasters a Stadia technológiára támaszkodott, így a fejlesztők nem tervezik, hogy a játékot más rendszerekre portolják.
Nem sokkal azután, hogy 2022 októberében bejelentette, hogy a Stadia véget ér, a Google bemutatta az új, felhőalapú játékra tervezett Chromebookokat, amelyek előre telepítve vannak a GeForce Now-on, és közvetlen támogatást nyújtanak az Xbox Cloud Gaming, az Amazon Luna és a Google Play számára.

## Elérhetőség és promóciók
A Stadia kezdetben 2019. november 19-én indult el 14 országban: Belgiumban, Kanadában, Dániában, Finnországban, Franciaországban, Németországban, Írországban, Olaszországban, Hollandiában, Norvégiában, Spanyolországban, Svédországban, az Egyesült Királyságban és az Egyesült Államokban. A „Founder's Edition” csomag, amely a szolgáltatás elindítása előtt 129 USD-ért (ez körülbelül 50200 Ft) volt előrendelhető, a következőket tartalmazza: egy Chromecast Ultra; limitált kiadású „Midnight Blue” Stadia-kontroller; három hónap Pro szolgáltatás; további három hónap Pro szolgáltatás ajándékba egy barátnak; egy alapítói jelvény a felhasználónév mellett; és első hozzáférés a felhasználónév regisztrálásához. Miután a „Founder's Edition” előrendelései elfogytak, a Google bejelentette a „Premiere Edition” csomagot szintén 129 USD-ért, amely egy Chromecast Ultra-val, egy „Clearly White” Stadia-kontrollerrel és egy három hónapos Pro-előfizetéssel is jár. Az induláskor a Stadia a csak előfizetéses Pro szintre korlátozódott.
A szolgáltatást 2020 februárjában több Samsung Galaxy, Razer Phone és ASUS ROG Phone eszközre is kiterjesztették, miután bevezetése óta hónapokig csak Google Pixel eszközökön volt elérhető.
2020 márciusában a Google promóciós e-maileket küldött a Chromecast Ultra eszközök tulajdonosainak, amelyek három hónapig ingyenes Stadia Pro-t kínáltak a beváltáshoz. A következő hónapban, miközben sokakat otthoni karanténba zártak a COVID-19-járvány idején, a Google elindította a Stadia ingyenes verzióját, amely elérhetővé tette azt bárki számára, aki érvényes Google-fiókkal rendelkezik a jogosult országokban. Két hónapos Pro-előfizetést ingyenesen kaptak minden új és meglévő platformfelhasználó.
2020 júniusától a Stadia elérhetővé vált a OnePlus 5-ös, 6-os és 7-es sorozatú telefonjain, a hozzáférés pedig „kísérleti” funkcióként engedélyezhető más Android 6 vagy újabb rendszert futtató Android telefonokon és táblagépeken. Ezzel egyidejűleg elérhetővé tették az érintőképernyős vezérlők alternatívájaként az érintőképernyős Android-eszközökhöz használható vezérlők helyett az érintővezérlést. Ugyanebben a hónapban a „Premiere Edition” csomag ára 99 USD-ra (ez körülbelül 38500 Ft) csökkent.
2020 novemberében a Google két promóciót szervezett, amelyeken keresztül ingyenes „Premiere Edition” csomagokat ajándékozott. Az első, amely november 10-én kezdődött, ingyenes csomagokat kínált azoknak a YouTube Premium-előfizetőknek az Egyesült Államokban és az Egyesült Királyságban, akik november 6-a előtt feliratkoztak. A promóció két nappal később ért véget az Egyesült Államokban, miután a Google kimerítette az összes rendelkezésre álló kínálatot. A második promóció egybeesett a Stadia első évfordulójával, november 19-én, és ingyenes csomagokat kínált azoknak a felhasználóknak, akik megvásárolták a Cyberpunk 2077 egy példányát a Stadián.[82] A Google december 10-én befejezte a promóciót Kanadában és december 13-án az összes többi régióban, miután kimerítette a kínálatát. 2021 márciusában a Google bejelentette a Stadia-promóciót a Resident Evil Village megjelenésére várva. A promóció ingyenes Stadia Premiere készletet kínált a játék Standard vagy Deluxe Editionjának megvásárlása után. Minden Stadia Pro-tag hozzáférést kapott a Resident Evil 7 Gold Edition ingyenes kiadásához.
2020 decemberében a Stadia nyolc új európai piacra bővült: Ausztria, Csehország, Magyarország, Lengyelország, Portugália, Románia, Szlovákia és Svájc. 2021 júniusában a Stadia elindult a legtöbb Android TV-eszközön, beleértve a Chromecast with Google TV-t, az Nvidia Shield TV-t és más Android TV-támogatással rendelkező okostévéket.

## Fogadtatás

### Kiadás előtt (béta)
A bétaváltozat során a szolgáltatás általánosságban pozitív kezdeti benyomásokat kapott a véleményezőktől, akik szerint a szolgáltatás megfelelt, és egyes esetekben felülmúlta a várakozásokat, és a játék streamelése a PC-s játékok potenciálisan életképes alternatívájaként jelenhetett meg. Ennek ellenére néhány kisebb eltérést és technikai problémát észleltek.
A bírálók arról számoltak be, hogy a streaming szolgáltatásnak alacsony volt a késleltetése, és olyan érzés volt, mintha a játékot helyben játsszák. Ennek ellenére a Wi-Fi sebességtől függően a játék időnként tömörítette a képernyő felbontását vagy késett. A The Verge tesztje nem talált késleltetési problémákat vezetékes Ethernet-kapcsolaton, és alkalmankénti akadozást a megosztott Wi-Fi-kapcsolaton. Azonban még vezetékes kapcsolaton sem ment ki az adatfolyam 4K felbontásban, és időnként elmosódottá vált a tömörítési műtermékek miatt. A véleményező a legjobb élményről számolt be a Google Pixelbookon. A Polygon észrevehetőnek találta a szolgáltatás hangtömörítését. Az Ars Technica megjegyezte, hogy a Project Stream bejelentkezési sorrendje sokkal egyszerűbb, mint más szolgáltatásoké. A Digital Foundry gyakorlati kísérletet végzett az Assassin's Creed Odyssey-vel egy Pixelbookon a béta szolgáltatáson, és megállapította, hogy a tesztkörnyezetben a késleltetés elfogadhatónak tűnt, de volt egy észrevehető vizuális siker. Azt is megjegyezték, hogy az Assassin's Creed Odyssey nem a legjobb példa a tesztelésre, mivel nem működött 60 képkocka/másodperc sebességgel.

### Kiadás után
A Stadia a megjelenéskor vegyes értékeléseket kapott a Metacritic véleménygyűjtő szerint. A Wired Magazine a képminőséget "durvának" nevezte, de bevallotta, hogy szívesebben játszaná a Destiny 2-t Chromebookon, nem pedig egy nagyobb gaming laptopon. A VentureBeat bírálta a szolgáltatás árképzési modelljét, és azt kedvezőtlenül hasonlította össze az olyan előfizetéses szolgáltatásokkal, mint az Xbox Game Pass, és azt állította, hogy a Stadia „nem számít”. A Digital Foundry megállapította, hogy a szolgáltatás nem játszott minden játékot 4K felbontáson: a Red Dead Redemption 2 csak 1440p-vel, a Destiny 2 pedig csak 1080p-vel futott (bár a konzolos verzióknál nagyobb képkockasebességgel). A Digital Foundry azt is felfedezte, hogy az olyan játékok, mint a Red Dead Redemption 2, szintén küzdöttek a konzisztens 60 képkocka/másodperces sebesség fenntartásával, azt állítva, hogy a játék Chromecaston végzett tesztje csak 30 FPS-t adott ki, míg a Chrome böngésző tesztje instabil 60 FPS-t. ami gyakran csökkent. A Guardian ötből három csillagot adott a Stadiának, dicsérve a szolgáltatás technikai teljesítményét, miközben bírálta a játékválasztékot, mert túl régi, és csak egy exkluzív szerepel benne. Az Ars Technica arra a következtetésre jutott: "A korai alkalmazók úgy érzik, hogy itt egy béta terméket kapnak. Várja meg a következő évet, hogy megtudja, a Google képes-e kiküszöbölni a hibákat, és bizonyítja a szolgáltatás hosszú élettartamát." Az S&P Global Market Intelligence a következőket jelentette: "A Stadia langyos lelkesedéssel találkozott az elemzők és a korai alkalmazók részéről, akik kritizálták a szolgáltatás bevezetési címeit és a népszerűsített funkciók hiányát."  Dieter Bohn, a The Verge munkatársa kijelentette: "Elég órát fektettem elég körülmények között ahhoz, hogy kijelentsem, ez egy béta termék, és a Google-nak így kellett volna felcímkéznie, és másként kellett volna piacra dobnia. Mert még a legjobb körülmények között is ez nem lehetséges."
2020. január vége felé a Stadia-felhasználók aggodalmukat fejezték ki a Google Stadiával kapcsolatos nem kommunikatív álláspontja miatt, a havi ingyenes játékkiegészítéseken kívül; ezek a felhasználók aggódtak a tervezett funkciók miatt, amelyek a következő néhány hónapban lesznek elérhetők a Google kezdeti ütemtervétől számítva, de még szóba került például a 4K streaming felbontás támogatása. Egy Google közösség menedzsere figyelemmel kísérte ezeket a megbeszéléseket, és együttérzését fejezett ki amiatt, hogy a felhasználók információra várnak, és kijelentette, hogy vannak olyan hírek, amelyeket még nem tudnak megbeszélni, de hamarosan megtehetik. A Google válaszul a Stadia közösségi oldalára irányította a felhasználókat, ahol heti rendszerességgel közölt frissítéseket a Stadia funkcióinak fejlődéséről, és a jövőbeli játékok tekintetében többnyire a kiadókra bízták, hogy bejelentsék, mikor lesznek elérhetők ezek a játékok a Stadián.
A Cyberpunk 2077 viharos induláson ment át a nyolcadik generációs konzolokon, például a PlayStation 4-en és az Xbox One-on, mivel nem tudtak komolyabb teljesítményproblémák nélkül futni a játékkal, és bizonyos esetekben késleltetve lehetett letölteni a játékot. Azok a játékosok, akik a Stadián keresztül futtatták a játékot, sokkal kevesebb összeomlást és összességében simább élményt tapasztaltak.

## Fordítás
Ez a szócikk részben vagy egészben  a   Google Stadia című angol Wikipédia-szócikk ezen változatának fordításán alapul.  Az eredeti cikk szerkesztőit annak laptörténete sorolja fel. Ez a jelzés csupán a megfogalmazás eredetét és a szerzői jogokat jelzi, nem szolgál a cikkben szereplő információk forrásmegjelöléseként.